# Presse à balles

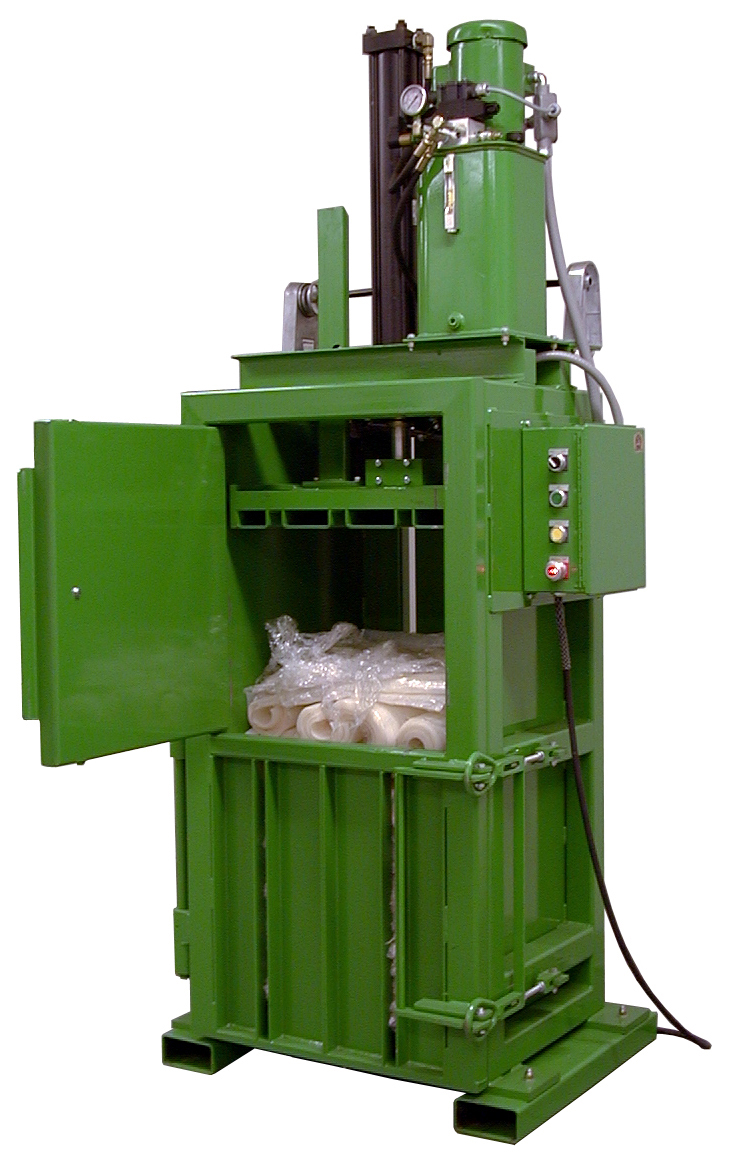
Presse verticale hydraulique Poly Packer compactant des films d'emballage, 2010.

Une  presse à balles est une machine servant à comprimer des matériaux pour en faire des balles (volumes de matériaux compactés, tels que bouteilles de PET, textiles, cartons...).

## Historique

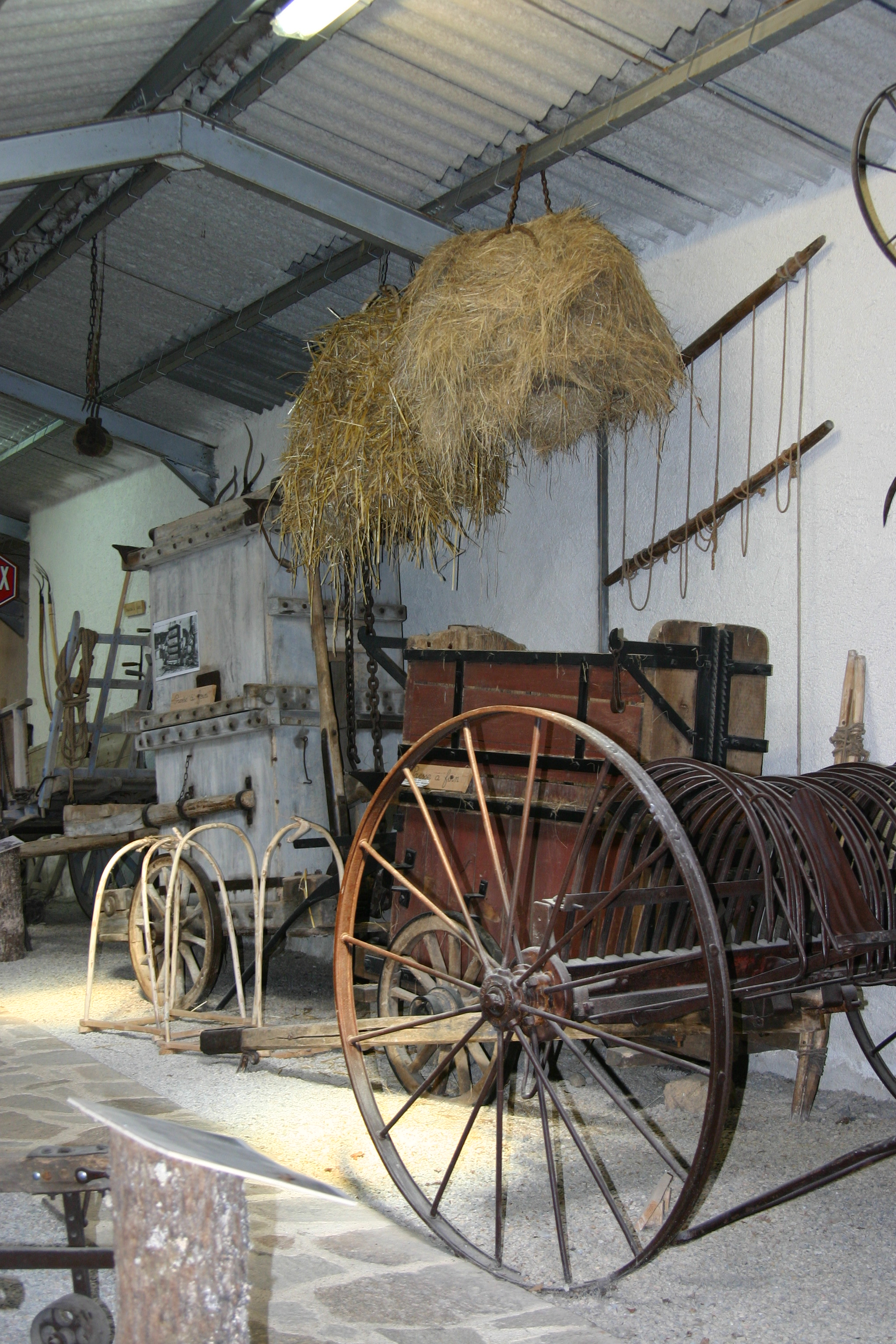
Deux anciennes presses verticales manuelles au second plan. Elles étaient alors destinées à la paille et au foin.

La presse à balles est connue dans le domaine agricole depuis le XIXe siècle pour conditionner en bottes foin, paille ou fibres. Les premières étaient des presses verticales manuelles peu différentes dans le principe des presses à balles verticales à déchets actuelles. Elles ont été remplacées en agriculture par des presses horizontales stationnaires puis par la ramasseuse-presse.

## Description
Les presses à balles facilitent le tri sélectif à la source et le recyclage des déchets industriels,, : 
- Gain de place  : Diminution de l'espace de stockage des déchets ;
- Gain de temps : Diminution du temps de manutention ;
- Sécurisation : Diminution des risques d'accidents de travail, d'incendie ;
- Respect de l'environnement : législation.

Deux familles de presses à balles existent :
- Les presses à balles verticales à ligaturage manuel (par feuillards, cordes, fils de fer, etc.)
- Les presses à balles horizontales à ligaturage/cerclage manuel ou automatique.

## Fabricants
De nombreux fabricants existent : 

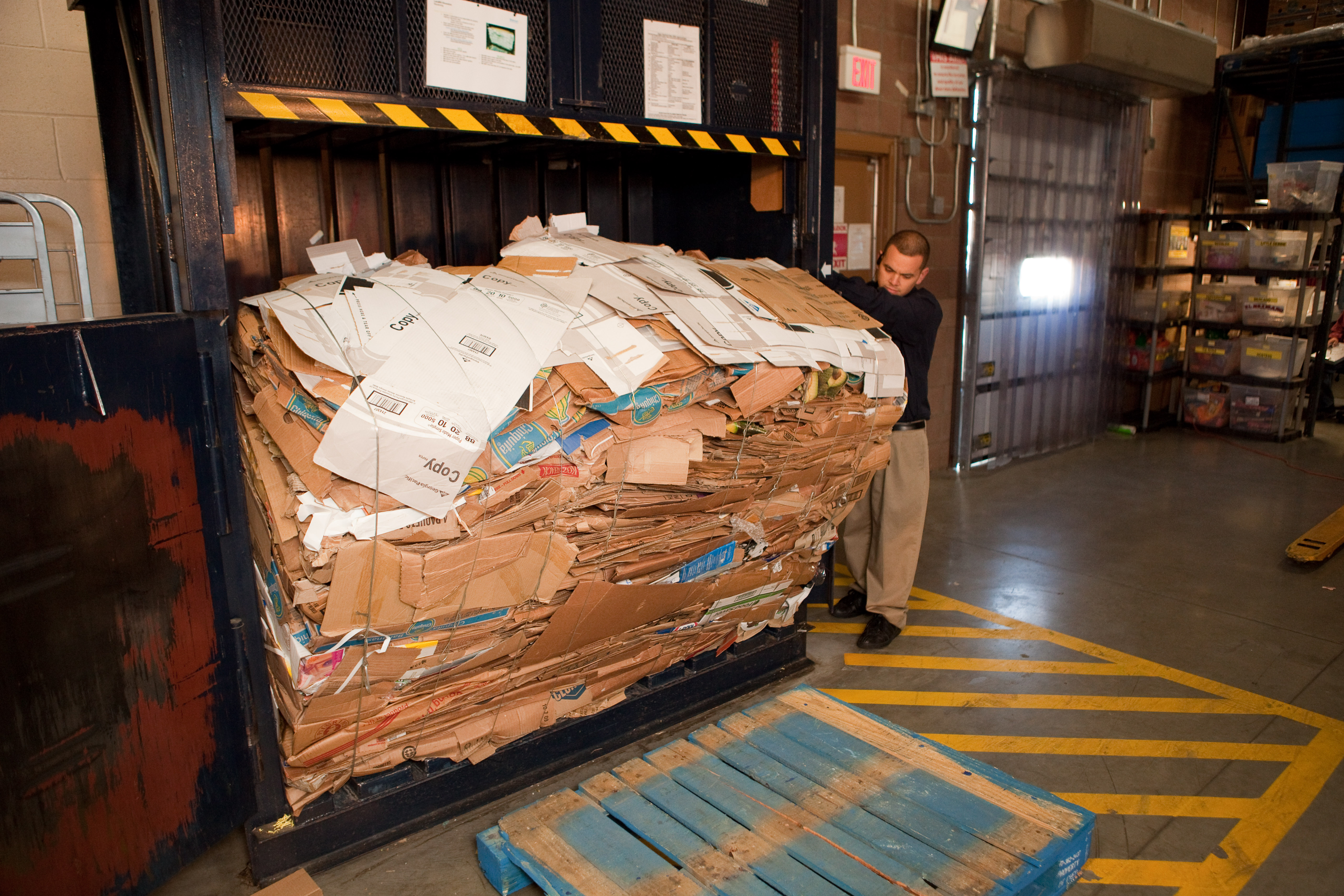
Compacteur industriel à balles pour tous types d'emballage utilisé chez Walmart en 2009.

MACFAB SAS (Ireland)- PàB France - fait partie des leaders du domaine de la presse dite verticale  
CTC PRESSE A BALLES PàB est le premier distributeur français de presses à balles, broyeurs, agrodigesteur et compacteurs.  
BRAMIDAN A/S, fabricant danois, fait partie des leaders du domaine de la presse dite verticale BRAMIDAN.

PRESTO Gmbh, fabricant allemand, fait partie des leaders sur la partie presse dite horizontale, compacteurs postes-fixes, monoblocs ou à vis PRESTO. 

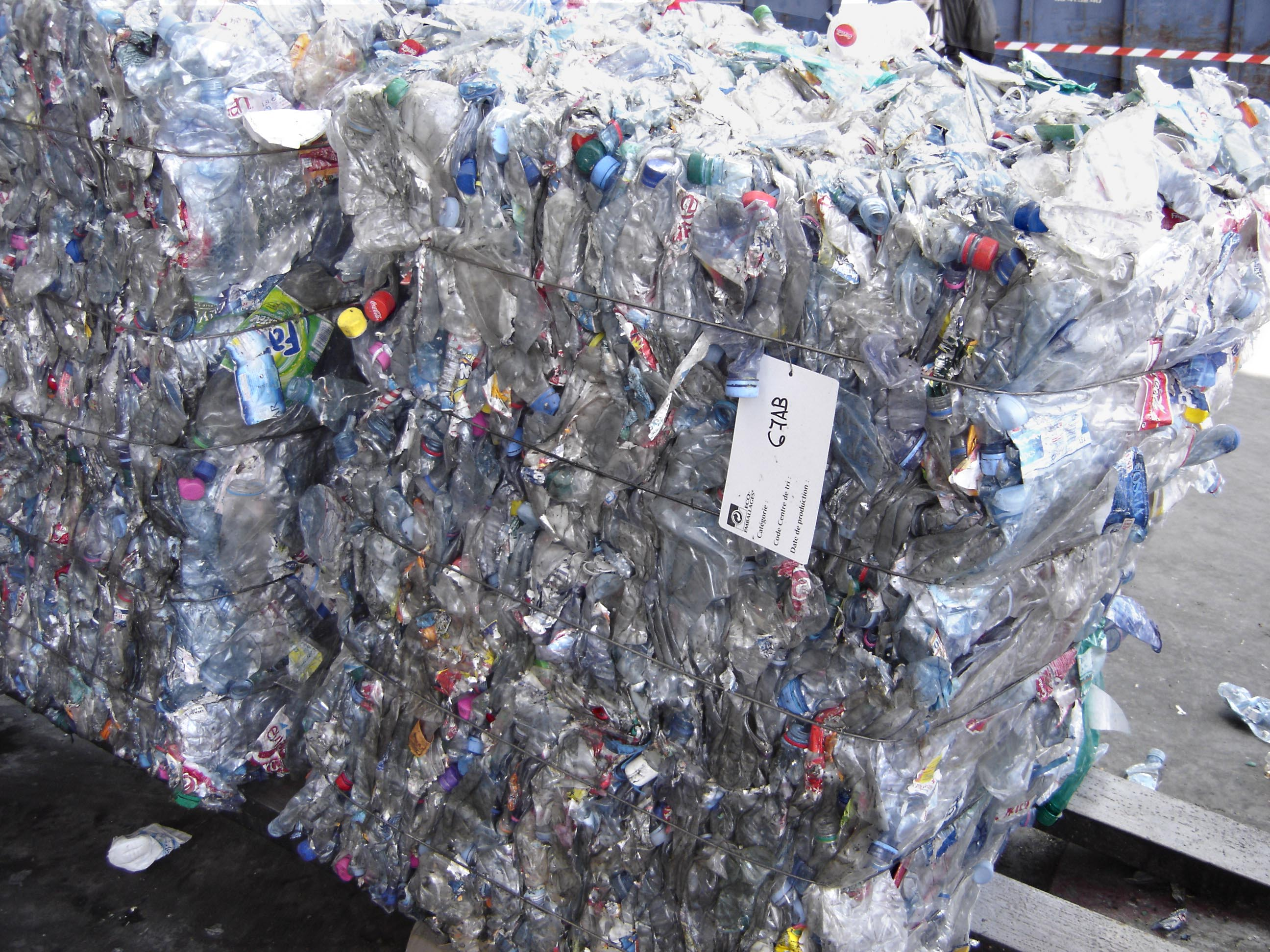
Balle de bouteilles en plastique prêtes pour le recyclage

HSM Gmbh, fabricant allemand de presse à balle mais aussi de broyeurs de papiers.HSM.

## Sécurité des machines et prévention des risques professionnels
Les presses à balles sont des machines qui peuvent, si aucune mesure de prévention n'est prise, présenter des risques pour les opérateurs et tierces personnes amenés à les côtoyer.
Dans l’Union Européenne, d'un point de vue réglementaire, la conception et l’utilisation des presses à balles doivent être conformes, entre autres :
- à la directive "Machines" 2006/42/CE pour la conception
- à la directive 2009/104/CE qui s’adresse aux utilisateurs de machines

### Conception des presses à balles destinées au marché européen
Conformément aux dispositions de la directive européenne "Machines" 2006/42/CE, les fabricants doivent réduire les risques dès la conception et respecter les Exigences Essentielles de Santé et de Sécurité listées dans son Annexe I.
Pour les aider dans leur démarche, les fabricants pourront s'appuyer sur la norme ISO 12100:2010 "Sécurité des machines — Principes généraux de conception — Appréciation du risque et réduction du risque" qui décrit les principes généraux de conception des machines, ainsi que sur les brochures INRS relatives à la prévention des risques mécaniques, à la conception des systèmes de commande.

### Utilisation des presses à balles sur le territoire européen
Afin de préserver la santé et la sécurité des travailleurs, l’employeur doit s’assurer que les machines sont sûres et conformes et que leur utilisation n’expose pas les salariés à des risques, et ceci dans toutes leurs phases de vie.
A cet effet, il doit réaliser l’évaluation des risques liés à la machine dont les résultats seront transcrits dans le Document unique d’évaluation des risques.
De plus, l’employeur a l’obligation de maintenir la machine en état de conformité (article 4.2 de la directive européenne 2009/104/CE).